# La Marseillaise de la Courtille
Pour les articles homonymes, voir Courtille.
La Marseillaise de la Courtille, qui a pour nom exact Le Retour du soldat, est un hymne carnavalesque écrit en hommage à la cuisine française. Il reprend la forme écrite et l'air de La Marseillaise, d'où son nom.

## Contexte
C'est une œuvre parisienne qui date de 1792, attribuée au chansonnier et goguettier Antoine Antignac,, membre du Caveau moderne, au librettiste et auteur de théâtre Michel-Jean Sedaine,, à Gauthier de Syonnet, ou encore à Valentin de Montaiglon. Gaston Bonnefont la date de 1846 et lui donne pour auteur le polytechnicien Auguste Léonard.
C'est la seule des parodies burlesques de La Marseillaise de 1792 qui a gardé une certaine renommée. Au XIXe siècle, c'est une chanson populaire qui est proposée au public dans différents recueils colportés en France, et les frères Goncourt considèrent qu'elle fait partie d'un registre contre-révolutionnaire, ce qui exagère sans doute la portée de cette chanson.

## Paroles
Refrain :
À table, citoyens,

Videz tous les flacons,

Buvez, mangez, qu'un vin bien pur

Humecte vos poumons !
- 1 -
 Allons enfants de La Courtille,

Le jour de boire est arrivé,

C'est pour nous que le boudin grille,

C'est pour nous qu'on l'a conservé (bis)

Ne vois-tu pas dans la cuisine

Rôtir des Dindons et Gigots!

Ma foi, nous serions bien nigauds

Si nous leur faisions triste mine.
- 2 -
Décoiffons chacun sept bouteilles

Et ne laissons rien sur les plats.

D'amour faisons les sept merveilles,

Au milieu des plus doux ébats (bis).

Pour nous français ah, quel outrage,

S'il falloit rester en chemin

Que Bacchus par son jus divin

Élève encore notre courage
- 3 -
Tremblez Lapins, tremblez Volailles,

Ou bien prenez votre parti!

Ne tremblez que dans nos entrailles,

Pour apaiser notre appétit. (bis)

Tout est d'accord pour vous détruire,

Chasseurs et gloutons tour-à-tour,

Peut être viendra-t-il un jour

Où c'est vous qui nous ferez cuire.
- 4 -
Quoi des cuisines étrangères,

Viendraient gâter le gout français !

Leurs sauces fades ou légères

Auraient le veto sur nos mets (bis)

Dans nos festins quelle déroute !

Combien nous aurions à souffrir !

Nous ne pourrions plus nous nourrir

Que de fromage, ou de choucroute.
- 5 -
Amis, dans vos projets bachiques,

Sachez ne pas trop vous presser,

Épargnez ces poulets étiques,

Laissez-les du moins s'engraisser. (bis)

Mais ces chapons d'aristocrates,

Chanoines de la basse-cour,

Qu'ils nous engraissent à leur tour

Et n'en laissons rien que les pattes.
- 6 -
Amour sacré de la bombance,

Vient élargir notre estomac,

Quand on pense à panser sa panse

Faut-il consulter l’almanach. (bis)

Du plaisir de manger et boire

Nous te devons l’invention ;

Sauve-nous de l’indigestion

Pour que rien ne manque à ta gloire.